# ショートホーン
ショートホーン（英語: Shorthorn）は、牛の品種のひとつ。肉牛として飼育される。
イングランド北部とスコットランド南部が隣接するダラム地方の低地原産で、18世紀初めに作られ広く世界に分布している。

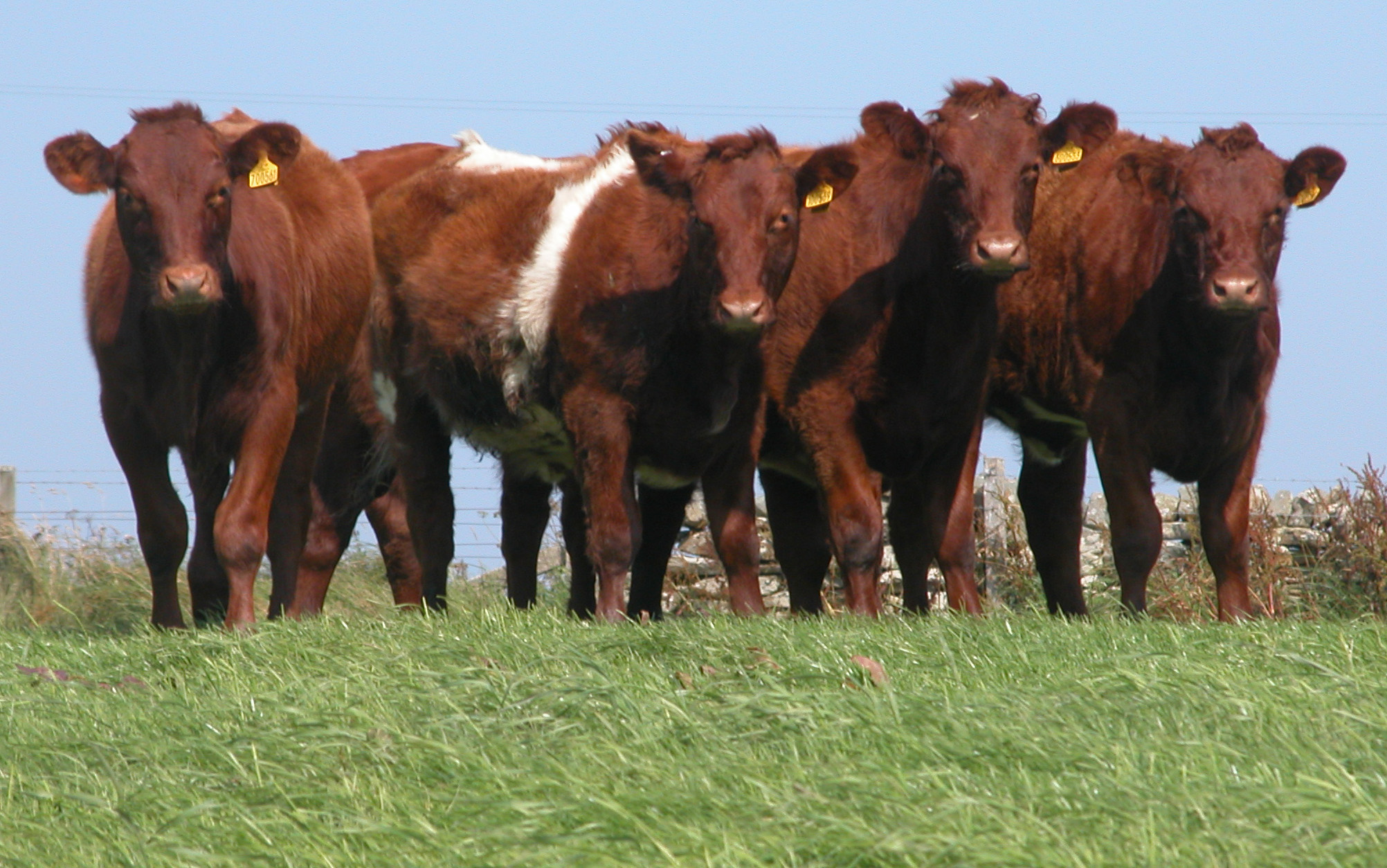
ショートホーン（メス）

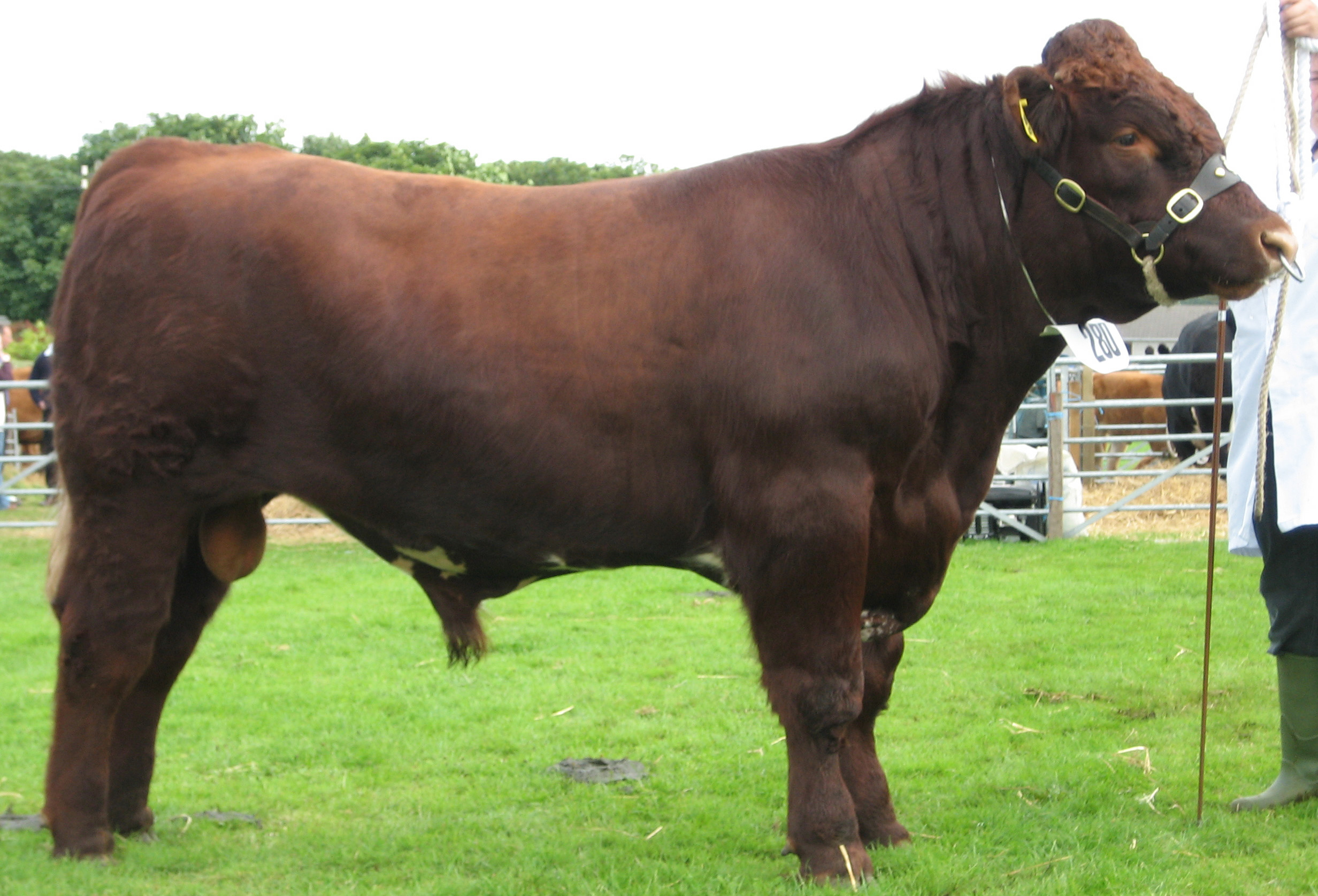
赤毛のショートホーン（オス）

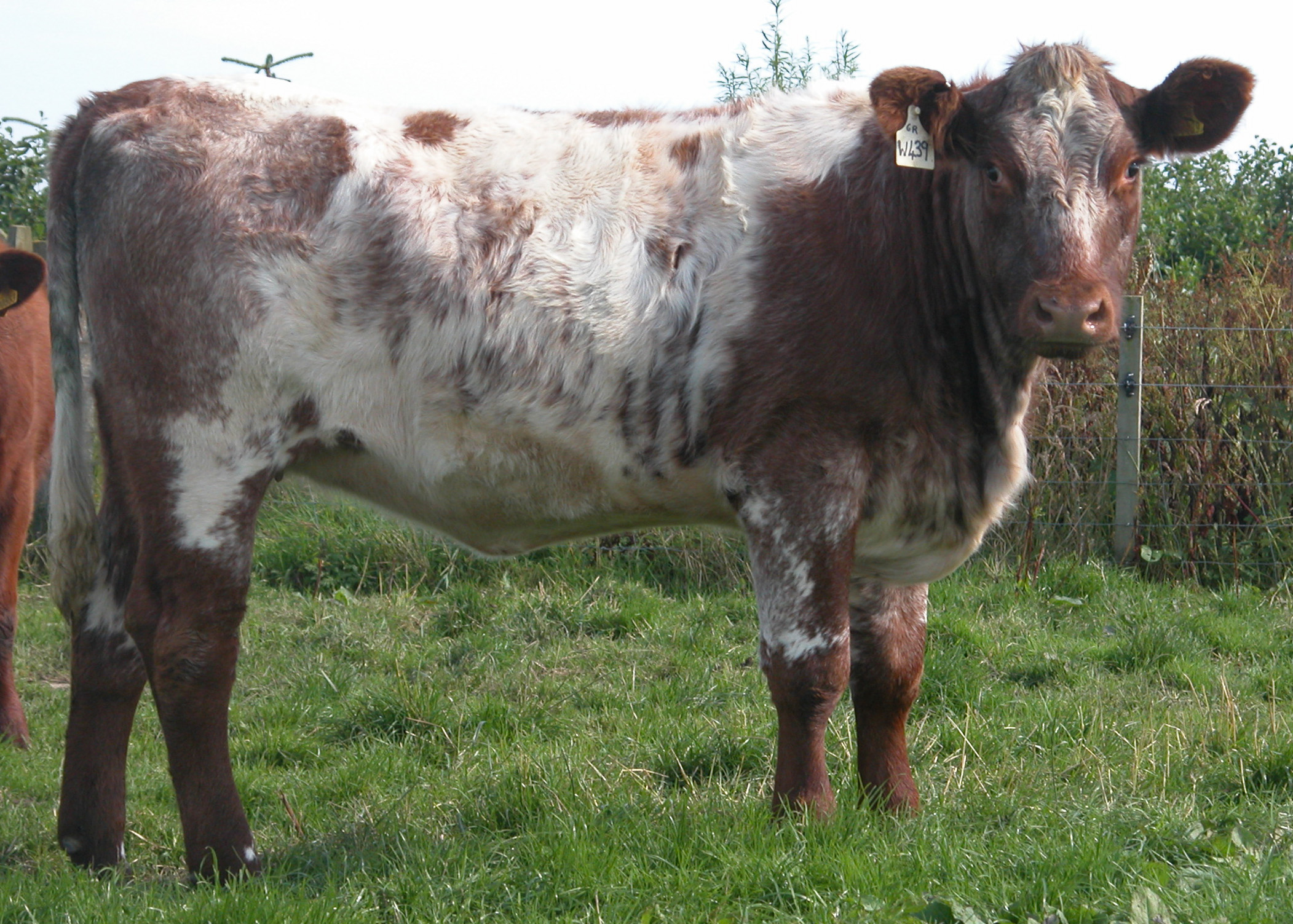
糟毛のショートホーン（メス）

## 身体・特徴
典型的な肉用種で、毛色は赤白糟毛が多いが、赤単色、白単色のものもある。体格は比較的小型で、成雌の体高130 cm、体重650 kg程度（雄で140 cm、1,000 kg程）であり、肉付きが良い。
産肉能力は、1日増体量1.0 kg、枝肉歩留70 %、その成立に当り近親交配も行われたので、特徴がよく遺伝する反面、やや弱く、良質の粗飼料とかなり周到な管理を必要とする。

## 日本国内での考察
1869年（明治2年）に洋種として最も早くアメリカから輸入されており、日本短角種の改良に用いられた。
その後、純粋種としては絶えていたが、1961年（昭和36年）から岩手・青森両県に入り1,000頭程まで増えた後、現在に至る。